# Central hidroeléctrica Acaray
La Central Hidroeléctrica Acaray, del guaraní Akaray (léase Acaraɨ, Acaraí o Acaraú), es una represa hidroeléctrica que se yergue sobre el Río Acaray, en el departamento Alto Paraná de la República del Paraguay. Su administración está a cargo de la Administración Nacional de Electricidad (ANDE) de Paraguay. La cota del embalse es de 185.3 metros, mientras que aguas abajo la cota es de 115 metros.
La represa de Acaray se ubica en la localidad de Hernandarias, al margen de la supercarretera de Itaipú y a pocos kilómetros de la desembocadura del Acaray sobre el Río Paraná. Genera normalmente 210 megavatios de potencia con sus cuatro turbinas, movidas por un caudal de 300 metros cúbicos de agua por segundo. El actual director de la usina es el ingeniero Félix Barrios. Él mismo dirige además la Represa del Yguazú.
La energía generada en la central cubre actualmente el 8 % de la demanda del país. Además esta energía puede ser comercializada al exterior a través de las líneas de interconexión que la ANDE posee con la Argentina y el Brasil.
La Represa del Acaray es una de las presas hidroeléctricas más importantes de Paraguay, siendo otras la Represa de Itaipú o la Represa de Yacyretá. Su construcción se llevó a cabo entre los años 1961 - 1969, por un proyecto de modernización del Gobierno de Alfredo Stroessner, que contó con el apoyo del Brasil
La Administración Nacional de Electricidad lleva adelante varios proyectos para modernizar y repotenciar la central hidroeléctrica, considerando que la entrada en operación de la primera máquina es de hace más de 48 años y varios de los equipos están llegando al fin de su vida útil.